# David Julyan
David Julyan (nascido em 1967) é um músico e compositor inglês. Ele compôs a trilha sonora para os filmes Following, Memento, Insomnia e The Prestige, todos dirigidos por Christopher Nolan.

## Filmografia
- Doodlebug (1997) - curta
- Following (1998)
- Memento (2000) (com Michael Kamen)
- The Secret Rulers of the World (2001)
- Insomnia (2002) com (Randy Edelman)
- Happy Here and Now (2002)
- Spivs (2004)
- Inside I'm Dancing (2004)
- The Last Drop (2005)
- Matroesjka's (2005)
- Dungeons & Dragons 2: Wrath of the Dragon God (2005)
- The Descent (2006)
- The Prestige (2006)
- Simon Schama's Power of Art (2006)
- Outlaw (2007)
- Eden Lake (2008)
- The Descent Part 2 (2010)